# Episodi di Bara sex (prima stagione)
La prima stagione della serie televisiva Bara sex, composta da 4 episodi, è stata pubblicata sulla piattaforma streaming on demand SVT Play dall'8 al 14 gennaio 2024.
In Italia la serie è inedita.
| n° | Titolo                  | Pubblicazione   |
| -- | ----------------------- | --------------- |
| 1  | Vill du ha sex med mig? | 8 gennaio 2024  |
| 2  | Första gången           | 10 gennaio 2024 |
| 3  | Fuck, Marry, Kill       | 12 gennaio 2024 |
| 4  | Ett år senare           | 14 gennaio 2024 |